# Trax (banda)
Trax (hangul: 트랙스 (romanización revisada, Teuraekseu)), anteriormente conocida como The Trax y TraxX, es una banda de k-rock surcoreana formada por SM Entertainment y el cofundador de X Japan, Yoshiki, en 2004. Actualmente cuenta con dos miembros: Jay y Jungmo. Originalmente siendo una banda de rock de cuatro miembros, estaba compuesta por Typhoon Jay (voz), Rose Minwoo (batería, rapero), Attack Jungwoo (bajo) y X-mas Jungmo (guitarra, bajo). El nombre de la banda es un acrónimo de Typhoon Rose Attack X-mas, que utilizan como apodos los miembros.
Minwoo y Jungwoo dejaron la banda en 2006 y 2007 respectivamente. Esto resultó en que la banda se convirtiera en un dúo con los dos miembros restantes. Cambiaron el nombre de su banda de The Trax a simplemente Trax.
El 26 de marzo de 2018, Trax cambió su nombre a TraxX con el DJ y productor discográfico Ginjo uniéndose a la banda y cambiando su género musical de k-rock a electronic dance music.
Jay y Jungmo dejaron SM en abril de 2019, poniendo en duda el futuro de la banda. Sin embargo, regresaron en 2024 por su 20º aniversario.

## Historia

### Pre-debut
Typhoon, Rose y Attack fueron presentados inicialmente al público en la 2002 Survival Audition en HeeJun vs. KangTa Battle of the Century. Los tres miembros se formaron para debutar como banda de k-rock, y, poco tiempo después, incorporaron también a X-mas.

### 2004-2007: Debut yFirst Rain
Trax lanzó su sencillo debut "Paradox" el 20 de julio de 2004. Unos días después de debutar, realizaron su primer concierto el 26 de julio.
Su segundo sencillo, "Scorpio", se lanzó el 14 de noviembre en Japón y el 17 de noviembre en Corea del Sur.
Trax lanzó su segundo sencillo japonés "Rhapsody" el 20 de abril de 2005. El 12 de septiembre, se anunció que su tercer sencillo japonés titulado "Blaze Away" se lanzaría simultáneamente en Japón y Corea del Sur el 14 de septiembre.
El 10 de mayo de 2006, el baterista y rapero Rose dejó la banda para continuar con su carrera en solitario. Los tres miembros restantes lanzaron su primer álbum de larga duración, First Rain, el 20 de julio.
La banda lanzó su cuarto sencillo japonés titulado "Resolution" el 3 de agosto.
La banda continuó lanzando su quinto sencillo japonés "Find The Way/Cold Rain" el 24 de enero de 2007. Fue el último sencillo del grupo en incluir a Attack, quien abandonó la banda un mes después.

### 2008-2012:Cold-Hearted Man, Oh! My Goddess, Blindy servicio militar de los miembros
A finales de 2008, el vocalista Typhoon y el guitarrista X-mas se unieron junto con los miembros de Super Junior Heechul y Kangin como actores en la serie de televisión de Mnet Band of Brothers. En 2009, X-mas también fue elegido para participar en un programa de corta duración llamado Oppa Band, junto con el miembro de Super Junior Sungmin.
Lanzaron un sencillo digital para el drama coreano Swallow the Sun.
El 25 de enero de 2010, lanzaron el EP Cold-Hearted Man, junto con el sencillo principal "Let You Go". Algunos de sus sencillos presentan colaboraciones con artistas como Key de SHINee, Wheesung y Shin Min-chul de T-MAX.
En agosto de 2010, los miembros de Trax se convirtieron en invitados especiales de la tercera gira asiática de Super Junior Super Show 3, actuando en el puente de la canción "Don't Don". Más tarde, en ese mismo mes, se anunció que la banda lanzaría su EP Oh! Mi Goddess el 6 de septiembre de 2010. El EP contiene seis pistas, incluido su sencillo principal del mismo nombre.
El 8 de noviembre de 2010, lanzaron la canción "Tell Me Your Love" para el drama de KBS Mary Stayed Out All Night.
El tercer EP de Trax, Blind, fue lanzado el 10 de noviembre de 2011. El EP contiene seis temas, incluido el sencillo principal "Blind".
El 26 de marzo de 2012, Typhoon se alistó para su servicio militar obligatorio de dos años. Recibió cuatro semanas de entrenamiento militar básico en Busan, y luego sirvió como trabajador del servicio público. X-mas se alistó siete meses después, el 25 de octubre de 2012. Originalmente estaba previsto que se alistaran juntos, pero la condición de escoliosis de Jung-mo y una fractura de clavícula retrasaron su alistamiento. Prestó servicio no activo como trabajador del servicio público durante 23 meses después de completar cuatro semanas de entrenamiento básico. Debido al alistamiento de los miembros en el ejército, la banda tomó una pausa.

### 2015-2019: Reforma como trío de EDM y disolución
En julio de 2015, Trax regresó realizando una actuación en la gira SM Town Live World Tour IV, después de una pausa de tres años.
El 7 de enero, lanzaron el sencillo digital "Road" como parte del proyecto SM Station de SM Entertainment. Este fue su primer lanzamiento desde Blind (2011).
El 23 de febrero de 2018, Trax lanzó su primer sencillo EDM "Notorious", como parte del proyecto SM Station de SM Entertainment.
El 26 de marzo de 2018, se anunció que TRAX cambió su nombre a TraxX con la incorporación del DJ y productor Ginjo al grupo, y que cambiaría su género musical de k-rock a EDM. El 12 de diciembre, TraxX lanzó un sencillo en inglés titulado "Escape", que fue su primer lanzamiento desde su renovación como trío de EDM.
El 30 de abril de 2019, Jay y Jungmo dejaron SM Entertainment después de que sus contratos con la empresa finalizaran, y la banda se disolvió.

### 2024-presente: Regreso por el 20º aniversario
El 15 de julio, SM anunció que Trax regresaría como banda con Jay y Jungmo, con el lanzamiento del nuevo sencillo "To Be Continued" el 17 de julio, para conmemorar su 20° aniversario.

## Miembros de la banda

### Miembros actuales
- Jay — voz principal (2004-2012; 2015-2019; 2024-presente)
- Jungmo — guitarra y bajo (2004-2012; 2015-2019; 2024-presente)

### Antiguos miembros
- Minwoo — batería y rapero (2004-2006)
- Jungwoo — bajo (2004-2007)
- Ginjo - DJ (2018-2019)[25]

## Discografía

### Álbumes de estudio
| Título           | Detalles del álbum                                                                         | Posiciones más altas en los gráficos | Ventas              |
| Título           | Detalles del álbum                                                                         | COR                                  | Ventas              |
| ---------------- | ------------------------------------------------------------------------------------------ | ------------------------------------ | ------------------- |
| Cold Rain (초우) | - Lanzamiento: 18 de julio de 2006 - Discográfica: SM Entertainment - Formatos: CD, casete | 19                                   | - COR: más de 8,164 |

### Extended plays
| Título                           | Detalles del álbum                                                                                       | Posiciones más altas en los gráficos | Ventas              |
| Título                           | Detalles del álbum                                                                                       | COR                                  | Ventas              |
| -------------------------------- | --- | ------------------------------------ | ------------------- |
| Let You Go (가슴이 차가운 남자)  | - Lanzamiento: 25 de enero de 2010 - Discográfica: SM Entertainment - Formatos: CD, descarga digital     | 6                                    |                     |
| Oh! My Goddess (오! 나의 여신님) | - Lanzamiento: 6 de septiembre de 2010 - Discográfica: SM Entertainment - Formatos: CD, descarga digital | 5                                    |                     |
| Blind (창문)                     | - Lanzamiento: 10 de noviembre de 2011 - Discográfica: SM Entertainment - Formatos: CD, descarga digital | 8                                    | - COR: más de 2,852 |

### Sencillos
| Título | Año     | Posiciones más altas en los gráficos | Posiciones más altas en los gráficos | Álbum                       |
| Título | Año     | COR                                  | JPN                                  | Álbum                       |
| Coreano | Coreano | Coreano                              | Coreano                              | Coreano                     |
| --- | ------- | ------------------------------------ | ------------------------------------ | --------------------------- |
| "Paradox" | 2004    | 37                                   | —                                    | - Paradox (álbum sencillo)  |
| "Scorpio" (Korean ver.)                                                                                        | 2004    | 26                                   | —                                    | - Scorpio (álbum sencillo)  |
| "Cold Rain" (초우)                                                                                             | 2006    | —                                    | —                                    | Cold Rain                   |
| "Let You Go" (가슴이 차가운 남자)                                                                              | 2010    | 20                                   | —                                    | Let You Go                  |
| "Oh! My Goddess" (오! 나의 여신님)                                                                             | 2010    | 30                                   | —                                    | Oh! My Goddess              |
| "Blind" (창문)                                                                                                 | 2011    | 115                                  | —                                    | Blind                       |
| "Road" | 2017    | —                                    | —                                    | SM Station Season 1         |
| "Notorious" | 2018    | —                                    | —                                    | SM Station Season 2         |
| "To Be Continued" (계속될 이야기)                                                                              | 2024    | —                                    | —                                    | Sencillo sin álbum          |
| Japonés |         |                                      |                                      |                             |
| "Scorpio" (Japanese ver.)                                                                                      | 2004    | —                                    | 28                                   | Scorpio (álbum sencillo)    |
| "Rhapsody" | 2005    | —                                    | 95                                   | Rhapsody (álbum sencillo)   |
| "Blaze Away"                                                                                                   | 2005    | —                                    | 129                                  | Blaze Away (álbum sencillo) |
| "Resolution"                                                                                                   | 2006    | —                                    | —                                    | Resolution (álbum sencillo) |
| "Find The Way / Cold Rain (初雨)"                                                                              | 2007    | —                                    | 189                                  | Sencillo sin álbum          |
| Inglés |         |                                      |                                      |                             |
| "Escape" | 2018    | —                                    | —                                    | Sencillo sin álbum          |
| "—" indica que no se ha encontrado información, que no ha entrado en las listas o que no ha salido en el país. |         |                                      |                                      |                             |

### Colaboraciones
| Título                            | Año  | Álbum      |
| --------------------------------- | ---- | ---------- |
| "Tri-Angle" (TVXQ con BoA y Trax) | 2004 | Tri-Angle" |
| "Free Your Mind" (TVXQ con TRAX)  | 2005 | Rising Sun |

### Apariciones en bandas sonoras
| Título           | Año  | Álbum               |
| ---------------- | ---- | ------------------- |
| "Fate" (운명)    | 2009 | Swallow the Sun OST |
| "Cielo" (하늘아) | 2012 | God of War OST      |

## Conciertos

### Principales
- TRAX 1st Concert (24 de julio de 2004)
- TRAX 2nd Concert (31 de julio de 2004)

### Participación en otros conciertos
- SM Summer Town Festival (2006)
- SM Town Summer Concert (2007)
- SM Town Live '08 (2008-2009)
- SM Town Live '10 World Tour (2010-2011)
- SM Town Live World Tour III (2012)
- SM Town Live World Tour IV (2015)
- SM Town Live World Tour V (2016)
- SM Town Live World Tour VI (2017)

## Premios y nominaciones
| Año  | Premios                 | Categoría           | Obra nominada | Resultado |
| ---- | ----------------------- | ------------------- | ------------- | --------- |
| 2004 | Mnet Asian Music Awards | Mejor vídeo de rock | "Paradox"     | Nominado  |